# Fabio Escobar
Fabio Escobar Benítez (ur. 15 lutego 1982 w Asunción) – paragwajski piłkarz występujący na pozycji napastnika. Zawodnik klubu Club Guaraní.

## Kariera klubowa
Escobar karierę rozpoczynał w 2002 roku w zespole Sportivo San Lorenzo. W 2003 roku przeszedł do chilijskiego Deportes Puerto Montt, ale w 2004 roku wrócił do Paragwaju, gdzie został graczem klubu Club Nacional. Spędził tam sezon 2004, a potem przeniósł się do meksykańskiego Deportivo Toluca z Primera División de México. Po zakończeniu sezonu 2005/2006 odszedł drugoligowego Atlético Mexiquense, którego barwy reprezentował przez kolejne pół roku.
W 2006 roku Escobar wrócił do Nacionalu Asunción. W 2007 roku przeszedł do ekwadorskiej drużyny Macará. Po sezonie 2007 po raz kolejny trafił do Nacionalu Asunción. Tym razem spędził tam 2 sezony. W 2009 roku wyjechał do Argentyny, gdzie grał w zespołach Atlético Tucumán oraz Argentinos Juniors. W 2011 roku wrócił do Paragwaju, gdzie podpisał kontrakt z Club Guaraní.

## Kariera reprezentacyjna
W reprezentacji Paragwaju Escobar zadebiutował w 2004 roku. W tym samym roku został powołany do kadry na Copa América. Nie zagrał jednak na nim ani razu, a Paragwaj odpadł z turnieju w ćwierćfinale.